# Rocío Garcel de Roig
Sofía María del Rocío Garza Ramírez más conocida como Rocío Garcel, es una actriz, cantante, locutora, pianista, guitarrista, exmodelo y directora de doblaje. Con más de seis décadas de trayectoria en cine, teatro, música y doblaje.
Fue una de las integrantes del grupo musical Las chic's, junto a María Antonieta de las Nieves y su hermana Sylvia Garcel.
Fue una de las modelos conocidas del cine mexicano de finales de la década de los 60's; Garcel es conocida por haber sido la voz oficial de Astroboy para los países de Latinoamérica, sin embargo el papel que la catapultó a la fama internacional es el ser la voz oficial de Bulma en la franquicia Dragon Ball de Akira Toriyama, en 5 de las series animes y 9 películas de la franquicia.

## Discografía
- Alto... Somos Las Chic's...! (1967)
- Para Alegrar El Corazon Y Todos Los Sentidos... Aqui Estan Las Chic's (1973)
- Sola, Triste Y Sin Amor (1975)
- En Vivo (1981)
- Las Chic's (1986)
- Coco (2017)

## Filmografía

### Cine
- Los tres mosqueteros de Dios (1966)
- Amor a ritmo de go go (1966)
- Los caifanes [3] (1967)
- Sor Ye-Yé (1967)
- Despedida de casada (1967)
- Romeo contra Julieta (1968)
- Corona de lágrimas (1968)
- Primera comunión (1969)
- Para servir a usted (1971)
- Entre monjas anda el diablo (1973)
- La recogida (1974)
- Lo mejor de Teresa (1976)
- En esta primavera (1979)

### Franquicia Dragon Ball
- Dragon Ball - Bulma
- Dragon Ball Z - Bulma
- Dragon Ball Kai - Bulma
- Dragon Ball Super - Bulma
- Dragon Ball: La Leyenda de Shenlong - Bulma
- Dragon Ball: La Princesa Durmiente en el Castillo Embrujado - Bulma
- Dragon Ball: Una Aventura Mística - Bulma
- Dragon Ball Z : ¡Devuélveme a mi Gohan! - Bulma
- Dragon Ball Z : El hombre más fuerte de este mundo - Bulma
- Dragon Ball Z : Super batalla decisiva por el planeta Tierra - Bulma
- Dragon Ball Z: La batalla de los dioses - Bulma
- Dragon Ball Z: la resurrección de Freezer - Bulma
- Dragon Ball Super: Broly - Bulma
- Dragon Ball Super: Super Hero - Bulma

### Doblaje
- De la nada: Scooby-Doo! conoce a Coraje, el perro cobarde - Muriel Bolsa